# Феодальные повинности
Феодальные повинности — повинности крестьян, отбываемые в пользу феодалов. В разные периоды и в разных местностях феодальные повинности имели свою специфику, размер и характер, разделяя феодально зависимых крестьян на многочисленные категории. Все феодальные повинности классифицировались в трёх главных формах феодальной ренты – отработочной, натуральной и денежной, которые часто сосуществовали, но на том или ином этапе преобладала одна из них.
Во времена Киевской Руси крестьяне-общинники (смерды) уплачивали дань натурой, иногда деньгами, а также отбывали подводную, воинскую и другие повинности. Долгое время дань, что ее собирали путем полюдья, не имела точно установленных размеров. Они были определены после Древлянского восстания 945 г. Рост частной феодальной земельной собственности князей и бояр обусловил превращение дани в феодальную ренту, причём первоначально преобладала отработочная рента. С первой половины XI ст. на первое место выдвинулась рента продуктами, а в XIV-XV вв. выросла денежная рента. Однако устройство феодалами за счет захваченных крестьянских земель собственных хозяйств – поместий, производивших на продажу хлеб и другие сельскохозяйственные продукты, обусловило то, что в XVI в. барщина стала одной из главных видов феодальных повинностей. Согласно «Уставе на волоки» 1557 года для тяглых крестьян была установлена регулярная барщина по 2 дня в неделю с волоки. Крестьяне-городники отбывали барщину по одному дню в неделю, а их жёны – 6 дней во время уборки или прополки. В южной части Украины, страдавшей от нападений крымских татар, основными феодальными повинностями крестьян оставались натуральная и денежная дань. 
Помимо барщины, крестьяне выполняли и другие виды повинностей. Среди них:
- Отработка
- Гвалт
- Барщина
- Повоз
- Шарварок
- Месячина
- Басаринка